# Basiswoordenlijst Amsterdamse Kleuters
De Basiswoordenlijst Amsterdamse Kleuters (BAK) is een lijst van tweeduizend woorden die Nederlandse kleuters aan het eind van groep 2 van het basisonderwijs zouden moeten kennen. De lijst werd in 2009 ontwikkeld en uitgegeven door het Instituut voor Taalonderzoek en Taalonderwijs Anderstaligen (ITTA). Dit gebeurde in opdracht van de Dienst Maatschappelijke Ontwikkeling van de gemeente Amsterdam, die zich erg zorgen maakte om taalachterstanden onder kinderen met een niet-Nederlandstalige achtergrond. Uit onderzoek was namelijk gebleken dat met name kleuters met een Marokkaanse of Turkse achtergrond over een te beperkte Nederlandstalige woordenschat beschikken. Het initiatief voor het ontwikkelen van de BAK kwam van toenmalig wethouder Lodewijk Asscher, die zich tijdens zijn wethouderschap inzette om de kwaliteit van het Amsterdamse onderwijs en jeugdzorg te verbeteren.
In 2009 haalde 6.000 van de 13.000 Amsterdamse kleuters de norm van tweeduizend woorden bij lange na niet. Het was en is niet ongebruikelijk voor sommige Amsterdamse kleuters dat ze slechts tweehonderd Nederlandse woorden kennen. Een aantal kleuters was het Nederlands zelfs helemaal niet machtig.
De BAK is opgesplitst in woorden voor groep 1, en woorden voor groep 2. De BAK telt ook nog eens duizend uitbreidingswoorden, bovenop de norm van tweeduizend woorden die kleuters in ieder geval zouden moeten kennen. Ook deze uitbreidingswoorden zijn per groep uitgesplitst. De volledige lijst werd op placemats gedrukt, en uitgedeeld aan basisschoolleraren in de gemeente Amsterdam. De placemats werden op 28 januari 2009 voor het eerst gepresenteerd door Lodewijk Asscher, tijdens de 5e Stedelijke Taalconferentie in de Meervaart. Op de ene zijde van een placemat staan 1.500 woorden in alfabetische volgorde, op de andere zijde zijn dezelfde woorden thematisch gerangschikt.
Een aantal deskundigen en leraren hadden lichte kritiek op de lijst. Zij verwachtten dat de lijst niet effectief zal zijn, en merkten verder op dat het onderwijs al lang bezig is met de ernstige taalachterstanden onder kleuters met een niet-Nederlandstalige achtergrond. De effectiviteit van de BAK op Amsterdamse basisscholen is in opdracht van de gemeente Amsterdam onderzocht. Dit onderzoek werd uitgevoerd in 2009, hetzelfde jaar als de publicatie van de lijst. Uit dit onderzoek bleek dat de BAK werkt, en dat vooral scholen met veel achterstandsleerlingen baat hebben gehad bij het gebruik van de lijst.
De woordenlijst wordt ook buiten de gemeente Amsterdam gebruikt.